# スンパンゴ (メキシコ)
スンパンゴ（Zumpango）は、メキシコ合衆国中央部のメヒコ州にある都市。人口は15万9647人（2010年）。メキシコシティの50km北に位置する。